# Эдскоттит
Эдскоттит — минерал карбида железа, с формулой 
Fe₅C₂.
В 2019 году найден в природных условиях  в составе метеорита, до этого был впервые искусственно синтезирован американским космохимиком Эдвардом Скотом (Edward R. D. Scott).
Образцом для исследований послужил, найденный Австралии в 1951 году метеорит Уэддербёрн (Wedderburn). Метеорит хранится в музее Виктории и периодически проходит повторные исследования.